# کلارنس بیتانگ
کلارنس بیتانگ (انگلیسی: Clarence Bitang؛ زادهٔ ۲ سپتامبر ۱۹۹۲) بازیکن فوتبال اهل کامرون است.
از باشگاه‌هایی که در آن بازی کرده است می‌توان به باشگاه فوتبال بوریرام یونایتد و باشگاه ورزشی الوحدات اشاره کرد.
وی همچنین در تیم ملی فوتبال کامرون بازی کرده است.